# Нкоболо, Онкабетсе
Онкабетсе Толли Нкоболо (англ. Onkabetse Tolly Nkobolo; род. 23 июля 1993, Морока, Северо-Восточный округ) — ботсванский легкоатлет, специалист по бегу на короткие дистанции. Выступает за сборную Ботсваны по лёгкой атлетике с 2011 года, чемпион Африки, чемпион Игр Содружества, чемпион Африканских игр, рекордсмен страны, участник летних Олимпийских игр в Рио-де-Жанейро.

## Биография
Онкабетсе Нкоболо родился 23 июля 1993 года в городе Франсистаун Северо-Восточного округа Ботсваны.
Занимался лёгкой атлетикой во время учёбы в Католическом университете Сан-Антонио в Испании. Проходил подготовку под руководством тренера Могомотси Отсетсве.
Впервые заявил о себе в лёгкой атлетике на международной арене в 2011 году, когда выступил на домашнем африканском первенстве среди юниоров в Габороне и занял 17 место в беге на 800 метров.
В 2014 году вошёл в основной состав ботсванской национальной сборной и побывал на взрослом чемпионате Африки в Марракеше, где показал пятый результат в беге на 400 метров.
На Африканских играх 2015 года в Браззавиле выиграл серебряную и бронзовую медали в эстафете 4 × 400 метров и в индивидуальном беге на 400 метров соответственно. В тех же дисциплинах занял 9 и 23 места на чемпионате мира в Пекине. Стал восьмым на чемпионате мира по легкоатлетическим эстафетам в Нассау.
На африканском первенстве 2016 года в Дурбане одержал победу в зачёте эстафеты 4 × 400 метров. Благодаря череде удачных выступлений удостоился права защищать честь страны на летних Олимпийских играх в Рио-де-Жанейро — здесь так же участвовал в эстафете, вместе со своими соотечественниками благополучно прошёл в финал и занял в решающем забеге пятое место, установив при этом национальный рекорд Ботсваны в данной дисциплине.
После Олимпиады Нкоболо остался в составе ботсванской национальной сборной на ещё один олимпийский цикл и продолжил принимать участие в крупнейших международных соревнованиях. Так, в 2017 году в эстафете 4 × 400 метров он выиграл серебряную медаль на чемпионате мира по легкоатлетическим эстафетам в Нассау и занял 14 место на чемпионате мира в Лондоне.
В 2018 году в эстафете 4 × 400 метров победил на Играх Содружества в Голд-Косте, тогда как на чемпионате Африки в Асабе финишировал шестым в индивидуальном беге на 400 метров.
На Африканских играх 2019 года в Рабате был лучшим в программе эстафеты 4 × 400 метров.